# Bistum Kingstown
Das Bistum Kingstown (lateinisch Dioecesis Regalitana, englisch Diocese of Kingstown) ist eine römisch-katholische Diözese mit Sitz in Kingstown auf St. Vincent. Es umfasst die Inseln St. Vincent und die Grenadinen. 

## Geschichte
Papst Johannes Paul II. errichtete am 23. Oktober 1989 das Bistum Kingstown durch Teilung des Bistums Bridgetown-Kingstown in das Bistum Bridgetown und Bistum Kingstown und unterstellte es dem Erzbistum Castries als Suffraganbistum.
Das Bistum betreibt fünf Vorschulen, drei Grundschulen und zwei weiterführende Schulen.
Die Gründungsbischof war Robert Rivas OP bis 2007, der seitdem Erzbischof von Castries ist. Seit dem 19. Juli 2007 bis 2011 war die Cathedra unbesetzt. Erzbischof Rivas war Apostolischer Administrator bis zur Ernennung des neuen Bischofs. Er ernannte Pater Pio Atonio MF zum Apostolischen Delegaten, der den täglichen Betrieb der Diözese überwachte.
Von 2011 bis 2015 war Charles Jason Gordon in Personalunion Bischof von Bridgetown und Bischof von Kingstown.

## Weblinks

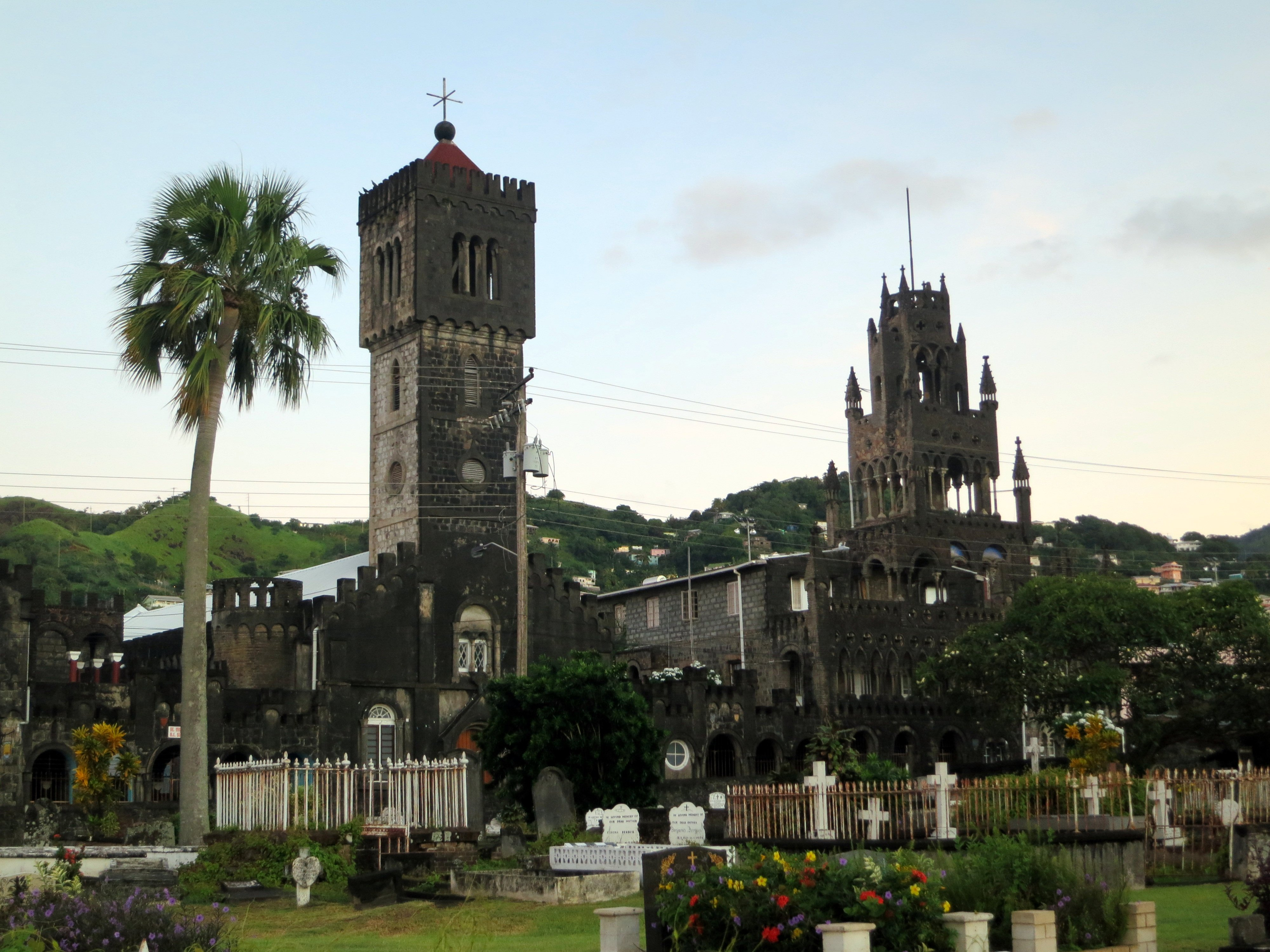
Kathedrale von Kingstown

## Bischöfe
- Robert Rivas OP (1989–2007)
- Charles Jason Gordon (2011–2015)
- Gerard County CSSp (seit 2015)